# 5-HT1B-receptor
Az 5-hidroxitriptamin-receptor 1B, más néven 5-HT1B-receptor a HTR1B gén által kódolt receptor. Ez az 5-HT-receptorok egy altípusa.

## Szöveti eloszlása és működése
Az 5-HT1B-receptorok széles körben elterjedtek a központi idegrendszerben, legnagyobb mennyiségben a frontális kéreg, a bazális ganglionok, a striatum és a hippokampusz tartalmazzák. Funkciója helyétől függ. A frontális kéregben a dopaminkibocsátást akadályozó terminális receptorként működhet. A bazális ganglionokban és a striatumban az 5-HT-jelútvonal autoreceptoron működik, gátolva a szerotoninfelszabadítást, illetve csökkentve a glutamáterg transzmissziót a kis izgalmi posztszinaptikus potenciál (mEPSP) frekvenciájának csökkentésével. A hippocampusban egy 2013-as tanulmány kimutatta, hogy a posztszinaptikus 5-HT1B-heteroreceptorok aktivációja könnyíti az izgalmi szinaptikus transzmissziót, mely depresszió esetén megváltozik. Az 5-HT1B-expresszió végig követése során 15-18 éves korban jelentős változást észleltek, erős korrelációban az 5-HT1E-expresszióval.
A központi idegrendszeren kívül az 5-HT1B-receptort az erek endotéliuma is kifejezi, különösen az agyhártyákban. Ezek aktivációja vasoconstrictiót okoz. A vazokonsztriktív 5-HT1B- és 5-HT1D-receptorok agyi expressziójuk miatt a migrénkezelés fontos gyógyszerészeti célpontjai.
Az 5-HT1B-receptor jelzésének blokkolása növeli az oszteoblasztszámot, a csonttömeget és -képződést.
Az 5-HT1B-gént nem tartalmazó knockoutegerekről bár korábban beszámoltak, hogy jobban kedvelik az alkoholt, későbbi tanulmányok ezt nem tudták megismételni. Ezen egerek azonban kevésbé szorongtak (például emelt pluszlabirintuson) és agresszívabbak voltak.

## Ligandumok

### Agonisták
- Ergotamin (migrénben vasoconstrictor)
- Oximetazolin
- Szumatriptán (migrénben vasoconstrictor)
- Zolmitriptán
- 5-Karboxamidotriptamin
- CGS-12066A
- CP-93129 (perifériásan hat)
- CP-94253
- CP-122288 (vegyes 5-HT1B/1D-agonista)
- CP-135807 (vegyes 5-HT1B/1D-agonista)
- RU-24969 (vegyes 5-HT1B/1D-agonista)

### Részleges agonisták
- Ziprazidon (antipszichotikum)
- Azenapin (antipszichotikum)
- Vortioxetin (antidepresszáns)

### Antagonisták és inverz agonisták
- Metiotepin (antipszichotikum)
- Johimbin (afrodiziákum)
- Metergolin
- Aripiprazol
- Izamoltán
- AR-A000002[12]
- SB-216641
- SB-224289 (inverz agonista)[13]
- SB-236057 (inverz agonista)[14]

### Ismeretlen hatású
- Dextrometorfán (köhögéscsillapító)[15]

## Genetika
A fehérjét a HTR1B gén kódolja.
Egy promoterében eltérő génváltozatot, az A-161T-t vizsgálták személyiségjegyekkel összefüggésben, és nem találtak jelentős hatást.

## Fordítás
Ez a szócikk részben vagy egészben az  5-HT1A receptor című angol Wikipédia-szócikk ezen változatának fordításán alapul.  Az eredeti cikk szerkesztőit annak laptörténete sorolja fel. Ez a jelzés csupán a megfogalmazás eredetét és a szerzői jogokat jelzi, nem szolgál a cikkben szereplő információk forrásmegjelöléseként.